# Крузейро (денежная единица)
Крузейро (порт. Cruzeiro) — денежная единица Бразилии в 1942—1967, 1970—1986 и 1990—1993 годах и под названием «новый крузейро» (порт. Cruzeiro novo) — в 1967—1970 годах.

## Крузейро (1942—1967)
До 1942 года денежной единицей Бразилии был первый бразильский реал (порт. real; мн. ч. порт. reis). Фактически в связи с обесценением реала основной счётной единицей был мильрейс (порт. mil reis), равный 1000 реалов.
На основании закона от 5 октября 1942 года с 1 ноября того же года был введён крузейро (Cr$, код ISO — BRZ), равный 100 сентаво. Обмен реалов на крузейро производился до 1 января 1949 года в соотношении: 1000 реалов = 1 крузейро (то есть 1 мильрейс = 1 крузейро).
Законом от 1 декабря 1964 года с 2 декабря отменено деление крузейро на разменные единицы.
Выпускались банкноты Национального казначейства в 1, 2, 5, 10, 20, 50, 100, 200, 500, 1000, 5000, 10 000 крузейро. Купюры старого образца в 5, 10, 20, 50, 100, 200 и 500 мильрейсов использовались в обращении с надпечаткой Монетного двора «CASA DA MOEDA» и номинала в крузейро.
Чеканились монеты в 10, 20, 50 сентаво, 1, 2, 5, 10, 20, 50 крузейро.
13 февраля 1967 года введена новая денежная единица — новый крузейро. Обмен производился в соотношении: 1000 крузейро = 1 новый крузейро.

## Новый крузейро (1967—1970)
13 ноября 1965 года был принят закон о денежной реформе, на основании которого 13 февраля 1967 года был введён «новый крузейро» (NCr$), сменивший крузейро в соотношении: 1000 крузейро = 1 новый крузейро.
В 1967 году в обращение выпущены новые монеты в 1, 2, 5, 10, 20, 50 сентаво. Монеты в новых крузейро не выпускались.
Банкноты в «новых крузейро» не были выпущены, в обращении использовались банкноты в крузейро с надпечаткой нового номинала: 1, 5, 10, 50 сентаво (соответственно на 10, 50, 100, 500 крузейро), 1, 5, 10 новых крузейро (соответственно на 1000, 5000 и 10 000 крузейро).

## Крузейро (1970—1986)
15 мая 1970 года новый крузейро был переименован в крузейро (Cr$, код ISO — BRB). В том же году начат выпуск банкнот Центрального банка Бразилии нового образца. Выпускались банкноты в 1, 5, 10, 50, 100, 200, 500, 1000, 5000, 10 000, 50 000, 100 000 крузейро.
В 1970 году изменён образец монет в 10, 20, 50 сентаво. Монеты в 1, 2 и 5 сентаво предыдущего образца чеканились до 1975 года, затем была начата чеканка монет этих номиналов нового образца. В 1970 году начата чеканка монет в 1 крузейро, позже чеканились монеты больших номиналов — 5, 10, 20, 50, 100, 200, 500 крузейро.
Законом от 15 августа 1984 года с 16 августа отменено деление крузейро на разменные единицы.
3 марта 1986 года вместо крузейро введена новая денежная единица — крузадо, обмен производился в соотношении: 1000 крузейро = 1 крузадо.
- 50 крузейро 1985 года
- 50000 крузейро 1981 года

## Крузейро (1990—1993)
16 марта 1990 года новый крузадо переименован в крузейро (Cr$, код ISO — BRE). На банкноты в 50, 100, 200 и 500 новых крузадо наносились надпечатки номинала в крузейро. Были выпущены новые банкноты Центрального банка Бразилии в 100, 200, 500, 1000, 5000, 10 000, 50 000, 100 000, 500 000 крузейро.
В 1990 году начата чеканка новых монет в крузейро. Выпускались монеты в 1, 5, 10, 50, 100, 500, 1000 и 5000 крузейро. Монеты в сентаво не выпускались.
1 августа 1993 вместо крузейро введена новая денежная единица — крузейро реал. Обмен производился в соотношении: 1000 крузейро = 1 крузейро реал.